# Kirishima (incrociatore da battaglia)
Il Kirishima fu un incrociatore da battaglia della classe Kongo da 26 230 tonnellate costruito nei cantieri Mitsubishi a Nagasaki, Giappone. In seguito a pesanti lavori di ristrutturazione venne riclassificato come nave da battaglia veloce come le altre navi della sua classe.

## Storia
Entrò in servizio nell'aprile 1915. Dopo dieci anni di servizio, venne sottoposto a lavori presso l'arsenale di Kure fra il 1927 e 1930. Ricostruito ancora tra il 1935 e il 1936, i lavori portarono all'allungamento dello scafo e a migliorie significative all'apparato motore. Tali lavori portarono la Kirishima ad una potenza tale da potersi confrontare con il naviglio avversario con caratteristiche quasi da nave da battaglia; infatti arrivò fino ad un dislocamento di 32.156 tonnellate, con velocità, armamento e corazzatura comparabili.
La sua velocità di crociera permise che la Kirishima svolgesse un ruolo attivo durante il primo anno della guerra del Pacifico. Partecipò all'attacco di Pearl Harbor scortando le portaerei giapponesi durante il loro attacco del 7 dicembre 1941 e fu anche attivo durante l'offensiva nelle Indie orientali all'inizio del 1942. Nell'aprile 1942 faceva parte del primo gruppo portaerei d'attacco dislocato nel Pacifico.

## Affondamento

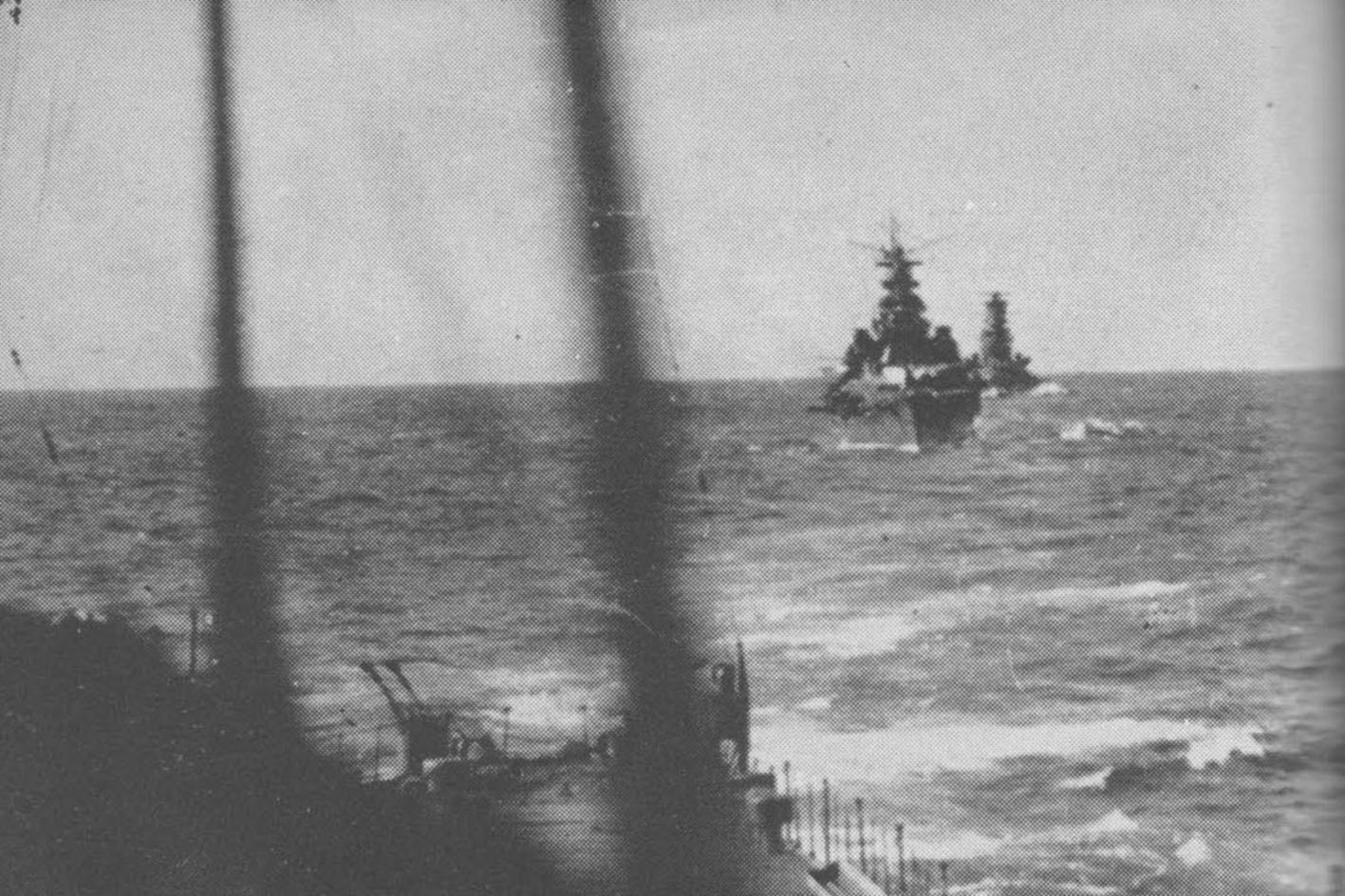
La Kirishima in navigazione alla vigilia dell'ultima battaglia; dietro di essa, l'incrociatore pesante Takao.

Il 14 novembre durante la battaglia navale di Guadalcanal fu agganciata dal tiro della corazzata USS Washington che grazie alla precisione del tiro dato dal suo sistema radar colpì la Kirishima con 9 proiettili da 406 mm e oltre 40 da 127 mm, mentre questa era impegnata ad attaccare l'altra corazzata statunitense presente, la South Dakota, col tiro dei suoi cannoni pesanti; pur resistendo, la nave fu autoaffondata per ordine del viceammiraglio Nobutake Kondō. Il suo relitto è stato ritrovato nell'agosto 1992 a 2 000 metri di profondità, dove riposa capovolta con 212 marinai periti.